# Abdul Aziz Pasha
Abdul Aziz Pasha est un officier de l'armée bangladaise qui a été condamné pour avoir participé à l'assassinat du Sheikh Mujibur Rahman en 1975.

## Carrière

### Guerre de libération du Bangladesh
Pacha combat pour l'indépendance du Bangladesh pendant la guerre de libération du Bangladesh en 1971.

### Assassinat
Le 15 août 1975, Sheikh Mujibur Rahaman, président du Bangladesh, est assassiné lors d'un coup d'État militaire. Pasha était l'un des douze assassins avoués. Risaldar Muslemuddin et lui ont abattu la femme de Sheikh Mujibur Rahman, Sheikh Fazilatunnesa Mujib, Sheikh Jamal et sa femme Rosy, et la femme de Sheikh Kamal, Sultana. Il était lieutenant-colonel dans l'armée bangladaise.
Après l'assassinat du Sheikh Mujibur Rahman, le nouveau gouvernement dirigé par le général Ziaur Rahman nomme Pasha premier secrétaire de l'ambassade du Bangladesh à Rome. Il est arrêté à Dhaka pour son rôle dans la tentative de coup d'Etat du 17 juin 1980 au Bangladesh. Il est libéré après avoir accepté de témoigner. Il est ensuite affecté à Nairobi, au Kenya. Il est au Zimbabwe lorsque le gouvernement de la Ligue Awami du Bangladesh le rappelle à Dhaka. Il refuse d'y retourner et, par conséquent, est renvoyé du service extérieur. Il demande et reçoit l'asile politique au Zimbabwe,,.
Le 8 novembre 1998, Pasha est condamné à mort avec quinze autres accusés pour son rôle dans l'assassinat de Shiekh Mujibur Rahman. Le 14 décembre 2000, la Haute Cour du Bangladesh confirme sa condamnation à mort.

## Mort
Pacha meurt le 2 juin 2001 au Zimbabwe.

### Pension
Le gouvernement de la Ligue Awami, arrivé au pouvoir en 1996, le démet de ses fonctions gouvernementales. Lorsque le Parti nationaliste bangladais arrive au pouvoir en 2001, il change la décision du gouvernement pour montrer qu'il avait pris sa retraite. Sa veuve, Mahfuza Pacha, avait ainsi droit à sa pension du gouvernement.

### Héritage
Après l'assassinat du président Sheikh Mujibur Rahman, Pasha achete la maison de Jitendra Lal Basu à Sreebari, de l'upazila de Ghior, dans le district de Manikganj. Sa maison est saisie par la police en 1997 lorsqu'un mandat d'arrêt est émis contre lui. Sa maisonest achetée par son frère en 2001 après sa mort. Le 31 janvier 2010, la maison est vandalisée et incendiée par des militants de la Ligue Awami du Bangladesh.